# Втрати 18-ї кулеметно-артилерійської дивізії (РФ)
У статті наведено подробиці втрат 18-ї кулеметно-артилерійської дивізії Збройних сил РФ у різних військових конфліктах.

## Російсько-українська війна
| п/п | Прізвище, ім'я, по-батькові                                           | Звання/посада                                                                                             | Дата народження | Дата смерті      | Місце смерті     |
| --- | --------------------------------------------------------------------- | --- | --------------- | ---------------- | ---------------- |
| 1.  | Сирбул Олександр Вікторович (рос. Сырбул Александр Викторович)        | сержант, старший водій загону, 49-й кулеметно-артилерійський полк                                         | 01.02.1987      | 24.02.2022       |                  |
| 2.  | Конорєв Олександр Володимирович (рос. Конорев Александр Владимирович) | молодший сержант, навідник гранатометного відділення гранатометного взводу мотострілецького батальйону    | 21.04.1985      | 17.06.2022       | Краснопілля      |
| 3.  | Бозиков Владислав В'ячеславович (рос. Бозыков Владислав Вячеславович) | єфрейтор                                                                                                  | 14.04.1996      | 17.06.2022       | Краснопілля      |
| 4.  | Семененко Іван Сергійович (рос. Семененко Иван Сергеевич)             | рядовий, 46-й кулеметно-артилерійський полк                                                               | 21.07.1997      | 16.08.2022       |                  |
| 5.  | Вергій Анатолій Віталійович (рос. Вергин Анатолий Витальевич)         | молодший сержант, інспектор взводу поліції                                                                | 15.09.1997      | 16.08.2022       | Донецька область |
| 6.  | Холін Володимир Євгенович (рос. Холин Владимир Евгеньевич)            | майор, заступник командира батальйону 49-го кулеметно-артилерійського полку                               | 19.07.1991      | 28.08.2022       |                  |
| 7.  | Мелентьєв Володимир Сергійович (рос. Мелентьев Владимир Сергеевич)    | водій-електрик відділення управління взводу артилерійського дивізіону, 46-й кулеметно-артилерійський полк | 20.11.1994      | 06.09.2022       |                  |
| 8.  | Джураєв Растам Муродович (рос. Джураев Рустам Муродович)              | сержант                                                                                                   |                 | 06.10.2022       | Солодке          |
| 9.  | Лопсан Буян Олександрович (рос. Лопсан Буян Александрович)            | єфрейтор                                                                                                  | 21.02.1989      | 24.12.2022       |                  |
| 10. | Безгодов Костянтин Сергійович рос. Безгодов Константин Сергеевич)     | рядовий, водій-заправник роти матеріального забезпечення. 49-й кулеметно-артилерійський полк              | 10.09.2002      | 24.12.2022       |                  |
| 11. | Лобсаней Айдаш Аясович рос. Лопсаней Айдаш Аясович)                   | ???, 46-й кулеметно-артилерійський полк                                                                   | 04.10.1994      | 11.05.2023       |                  |
| 12. | Васьоха Анатолій Іванович (рос. Васёха Анатолий Иванович)             | | 05.12.2001      | після 17.06.2023 |                  |
| 13. | Носов Олександр Фідаільєвич (рос. Носов Александр Фидаильевич)        | сержант, Механік-водій, електрик, радіомеханік. 46-й кулеметно-артилерійський полк                        | 18.10.1994      | 24.10.2023       |                  |